# Борисенко, Павел Романович
Павел Романович Борисенко — советский подводник, старший лейтенант Черноморского флота ВМФ СССР, помощник командира подводной лодки «Щ-211». Погиб на ней в ноябре 1941 года в 9 милях к востоку от Варны, на позиции № 21 (42°53,65′ с. ш. 28°3,51′ в. д.). Награждëн орденом «Красного знамени». Похоронен в Варне.

## Биография
Павел Романович родился на Украине 14 января 1909 года в с. Тимошевка, Мелитопольского уезда, Таврической губернии (ныне Михайловский район, Запорожской области). По национальности был украинцем. Его родители были рабочими. В 1941 года стал членом ВКП(б). Был женат и у него была одна дочь — Тамара.

## Военная служба
Павел Борисенко был призван на военную службу в 1932 году Ленинградским районным военным комиссариатом. В сентябре 1937 года окончил Краснознамённое военно-морское училище имени М. В. Фрунзе. Приказом НКО СССР от 28.09.1937 ему было присвоено воинское звание «лейтенант».
В июле 1941 года окончил отделение помощников командиров подводных лодок Высших специальных курсов командного состава при Краснознамённом учебном отряде подводного плавания имени С. М. Кирова. После этого он был назначен помощником командира подводной лодки «Щ-211» под командованием А. Д. Девятко.
5 августа 1941 года «Щ-211» вышла в свой 2-й боевой поход из Севастополя с 14 болгарскими коммунистами на борту. Подлодка достигла болгарского побережья 8 августа 1941 года. Из-за яркого лунного света субмарина могла быть обнаружена, поэтому группа десантировалась тремя днями позднее — 11 августа, в устье реки Камчия, севернее мыса Карабурун. Через четыре дня после десантирования болгарской группы — 15 августа 1941 года, «Щ-211» открыла «боевой счёт» Черноморского флота в Великой Отечественной войне, потопив румынский транспорт «Пелеш» (5708 брт) возле мыса Эмине. Старший лейтенант Борисенко был награждён орденом «Красного знамени» с формулировкой «за смелые, грамотные действия по уничтожению кораблей противника и за обеспечение решения командира при выполнении специальной операции».

## Гибель и память
Павел Романович погиб в ноябре 1941 года вместе со своим кораблём, не вернувшимся из 4-го боевого похода. В начале 1942 года море выбросило на песчаный пляж у села (ныне город) Бяла (Болгария), к северу от мыса Ак-Бурну (ныне мыс Свети-Атанас) тело советского морского офицера в прорезиненном костюме с разбитым биноклем на шее. Этим моряком оказался старший лейтенант Борисенко. Скорее всего, он был вахтенным офицером и погиб при взрыве, когда лодка находилась в надводном положении.
Старший лейтенант Борисенко похоронен на городском кладбище Варны.
Обстоятельства и место гибели «Щ-211» долгое время оставались неизвестными. Подводная лодка была найдена 11 сентября 2000 года. В июле 2003 года экспедиция в составе спасательного судна «Эпрон» и килекторного судна «КИЛ-158» при визите кораблей Черноморского флота России в Болгарию, обследовала затонувший корпус подводной лодки. Она объявлена воинским захоронением времëн Великой Отечественной войны, а место её гибели —указаны как координаты воинской славы.
Участники экспедиции посетили могилу старшего лейтенанта Павла Борисенко в Варне и возложили на неё цветы.